# Henrik III. Soteški (Helfenberg)
Henrik III. Soteški (Helfenberški) († 5. februar 1326 ) je bil kot Henrik III. izvoljen za Krškega škofa. Na tej funkciji je stoloval od leta 1298 do svoje smrti leta 1326. Pred tem je bil od 26. februarja 1291 škof v lavantinski škofiji.

## Poreklo
Henrik Soteški (Helfenberški) je izhajal iz štajerske viteške družine, ki je imela dve gospostvi: grad Soteska in grad Pilštanj. Bil je sin viteza Henrika Soteškega z gradu Grad Soteska (Helfenberg) nad sotesko Pirešice pri naselju Studence v sedanji Občini Žalec. Viteška rodbina je imela svoji gospostvi v fevdu od Krške škofije. Soteški vitezi (sprva krški, pozneje žovneško/celjski vazali).  Prvi znani vitez na gradu je bil Henrik Soteški (Heinricus de Helfenberch), ki se omenja leta 1251. V rodu pa sta bolj znana tudi Hans, ki je bil tudi dvakrat podmaršal Štajerske in Jošt, ki po ljudskem izročilu velja za krvnika Veronike Deseniške leta 1425.

## Življenje in delo
Henrik je postal salzburški kanonik, kancler nadškofa Rudolfa Hoheneškega in bil tudi v prijateljskih odnosih z njegovim naslednikom Konradom IV. Fohnsdorfskim. Bil je del veleposlaništva, ki je leta 1290 odpotovalo k papežu v Orvieto, da bi predlagalo naslednika nadškofa. Ko je bil prejšnji lavantinski škof Konrad povzdignjen v nadškofa, je papež Martin IV. 26. februarja 1291 imenoval Henrika Soteškega za njegovega naslednika v lavantinski škofiji. Škofovsko posvečenje je prejel od kardinala škofa Latinisa iz Ostije.
Henrik Soteški je bil kot zaupnik nadškofa Konrada že kot lavantinski škof vpleten v njegovo politiko, česar pa njegovi nasprotniki, avstrijski in koroški vojvode, ne smejo pozabiti. 24. septembra je bil na Dunaju sklenjen mir, pri katerem je Henrik odigral ključno vlogo.
Leta 1298, po smrti krškega škofa, sta ga nadškof Konrad in krški stolni kapitelj  postavila Henrika Soteškega za novega škofa. 13. aprila 1299 je to potrdil papež Bonifacij VIII. Leta 1301 je prišlo do spora med metniškimi gospodi in krškim škofom, ki se je sprevrgel v krvavo nasilje. Koroški vojvoda, ki je bil varuh krške cerkve, zaradi svojega nenaklonjenosti do škofa ni storil nič proti motilcem miru.
Od sklenitve miru med Salzburgom in Avstrijo leta 1297 je bil Henrik zvest prijatelj Habsburžanov. Ko je med avstrijskim vojvodo Albrehtom in koroškim vojvodo Henrikom prišlo do preloma glede nasledstva prestola na Češkem, se je krški škof Soteški postavil na stran Avstrije. Šele ko se je leta 1311 moral koroški vojvoda Henrik prepustiti novemu češkemu kralju Janezu Luksemburškemu, je na pobudo Albrehtove vdove prišlo do sprave med Avstrijo in Koroško in leta 1313 je bil škof Henrik sprejet v vojvodski svet. Leta 1312 ga je vojvoda Friderik Avstrijski kot odposlanca poslal k rimskemu kralju Henriku VII., leta 1314 pa je bil priča poroki vojvode Friderika z Izabelo Aragonsko. Imel je pomembno vlogo tudi pri dvoumnih kraljevih volitvah leta 1314, ko je prebral slovesen protest proti udeležbi izobčencev, odpadnikov in nepooblaščenih oseb.
Njegovo sodelovanje v sporih in vojnah je škofu in njegovi škofiji večkrat povzročilo finančne zadrege. Večkrat je bil prisiljen zastaviti svojo posest. Med njegovo vladavino je Krka gospodarsko propadala. 5. februarja 1326 je škof Henrik umrl in bil pokopan v Krški stolnici na severno zahodni steni.